# The Indian Burying Ground
The Indian Burying Ground – poemat amerykańskiego poety Philipa Frenau'a opublikowany w 1787. Skontrastował w nim cywilizację indiańską, znajdującą się bliżej przyrody, z amerykańską, znajdującą się w niewoli rozumu. Utwór składa się z dziesięciu strof czterowersowych z rymem krzyżowym (abab). Został napisany jambicznym czterostopowcem (ośmiozgłoskowcem). Poeta zastosował aliterację (By midnight moons, o'er moistening dews) i grę słów (paronomazję) (The painted chief, and pointed spear).